# New York State Route 174
Pour les articles homonymes, voir Route 174.

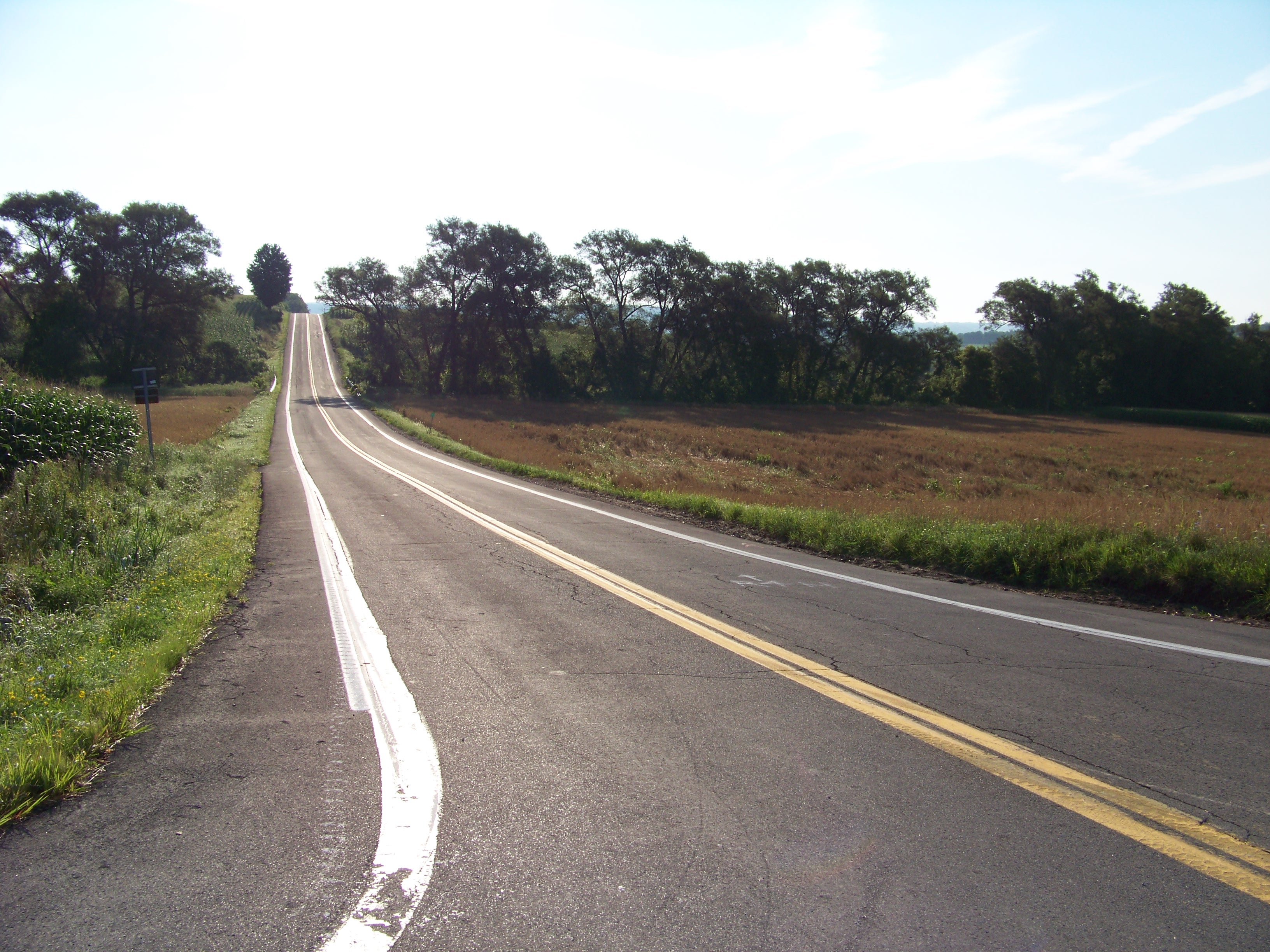
La NY 174 se dirigeant vers l'est vers Otisco Lake

New York State Route 174, aussi connue comme NY 174 () est une route d'État dans le comté d'Onondaga située dans le centre de l'État de New York, aux États-Unis. La route est longue de 26,88 km et traverse des régions essentiellement rurales. Elle débute à l'intersection avec la NY 41 à Borodino, un hameau de la ville de Spafford. Elle se dirige vers le nord sur la plus grande partie de sa longueur, sauf sur de courtes distances dans les villages de Marcellus et Camillus. Elle s'achève à sa jonction avec la NY 5 à l'ouest de Camillus, à l'extrémité ouest de la déviation de la NY 5 de Camillus. La Route 174 est située le long d'une grande zone de couches rocheuses sédimentaires, appelée la Formation de Marcellus. La formation est nommée ainsi en raison d'un affleurement situé près de la ville de Marcellus et dévouvert lors d'une étude géologique en 1839. 
La route fut d'abord construite au début du XIXe siècle en suivant le lit de la Nine Mile Creek, et relia plusieurs points de peuplement du centre de l'État. La moitié nord de la route, entre les villages de Marcellus et Camillus, a ensuite été améliorée par un chemin de planches en 1855 construit par une société privée qui perçut des péages de personnes voyageant sur la route. L'État a repris l'entretien de la route au début du XXe siècle. L'ancien chemin de planches ainsi que son prolongement vers le sud jusqu'à Otisco Lake et vers le sud-ouest jusqu'à Skaneateles Lake fut désigné pour la première fois comme la Route 174 lors de la renumérotation des routes de l'État de New York en 1930. Depuis, plusieurs réalignements mineurs ont été faits dans les villages de Marcellus et Camillus pour accueillir les contournements nouvellement construits. 